# 広沢吉平
広沢 吉平（ひろさわ きちへい、1898年12月20日 - 1989年1月4日）は、昭和時代の日本の農業経済学者。茨城県西茨城郡西那珂村（現在の桜川市）出身。専攻は農業史。旭川大学学長として、再建の立役者となった。

## 経歴
地主の末子に生まれ、当初は第二高等学校に入り医大を目指していたが、解剖学の授業に衝撃を受けて農学志望に転向する。1925年東京帝国大学農学部卒業後、更に法学部に転じて1929年卒業する。この間に吉野作造の新人会に所属していた。卒業後は恩師の佐藤寛次の勧めで農学部講師となる。1936年には東京農業大学農学部農業経済学科教授となった。
1941年、日本の支援で中華民国南京政府（汪兆銘政権）が設置した国立上海大学設置に際し、教授に招聘されて上海に渡るが、日本の第二次世界大戦敗北と同時に同大学も閉鎖される。同大学の日本人関係者は直接日本の中国侵略には関与していなかったとして翌年には全員の帰国が許されるが、新大学の設置に意欲を燃やしていた広沢は日本に帰国後そのまま実家で帰農してしまう。
これを知った東畑精一が広沢を説得して農林省農業綜合研究所に復帰させ、続いて教授の籍を残していた東京農業大学教授に再任した。その後1951年、新設の茨城県立農科大学教授に転じ、同大が国立大学である茨城大学に再編されるとそのまま留任して農学部長を務めた。定年退官後は三度東京農業大学の教授となり、更に定年となるとまた新設の北日本学院大学教授に転じた。
ところが、同大学は経営母体内の内紛から事実上の破綻状態に陥ってしまう。その中で1975年広沢は77歳の高齢で旭川大学と改名した同大学の学長代行、次いで同年学長に就任して大学の経営再建策に奔走する一方、農業史のみならず、マルクス経済学や近代経済学の講義を行うなどの奮戦振りを見せた。
1971年勲三等瑞宝章受章、1989年故郷に近い水戸市の病院で死去。
1962年 東京農業大学　農学博士　論文の題は「中国前近代的農蚕業の史的構造に関する研究」。 
日本及び中国農業史を中心に、晩年は中国近代の動乱と日本の明治維新の関連性などについての論文を発表した。

## 主著
- 『支那蚕糸業の回顧と展望』（東京農業大学出版会、1938年）
- 『農用地の移動と農業構造の変貌 : 日本列島改造政策下に変貌する旭川と近郊隣接地域の農業構造』（農林統計協会、1977年）
- 『中国農政史論』（御茶の水書房、1980年）
- 『中国農政史論 : 唐・宋・元・明・清代』（近藤康男編集、筑波書房、1997年）